# Hunter Mahan
Hunter Mahan, Hunter Myles Mahan, né le 17 mai 1982 à Orange, est un golfeur américain.

## Biographie

### Carrière professionnelle
Hunter Mahan passe professionnel en 2003, année où il dispute pour la première le Masters en raison de ses bons résultats universitaires, terminant à la 28e place. Il obtient dès la fin de cette année - en disputant les tournois de qualifications - sa carte pour la saison suivante du circuit américain du PGA Tour. Pour sa première complète sur ce circuit, elle obtient son meilleur résultat au Reno-Tahoe Open avec une deuxième place. Il doit attendre 2006 pour retrouver une place dans un Top 3 avec une deuxième place au Buick Championship. La saison suivante, il remporte son premier tournoi du circuit américain lors du Travelers Championship en battant en playoff Jay Williamson. Il obtient également trois autres Top 5 lors de cette saison. Il termine également à la sixième place lors de l'Open britannique.
La saison suivante il obtient une nouvelle deuxième place au Travelers Championship et deux autres Top 5. Son meilleur résultat lors de la saison 2009 est une deuxième place au AT&T National. Lors de la saison 2010, il remporte ses deuxième et troisième victoires sur le circuit américain lors du Waste Management Phoenix Open puis lors de l'un des trois tournois du World Golf Championships, le WGC-Bridgestone Invitational. En 2012, il remporte le
WGC-Accenture Match Play Championship face à Rory McIlroy.

### Carrière en équipe
En 2007, Jack Nicklaus le sélectionne parmi les deux choix à sa disposition lors de la Presidents Cup 2007 - compétition opposant une sélection des joueurs américains à une sélection du reste du monde, l'Europe exceptée. Lors de celle-ci, remportée sur le score de 19½ à 14½ par les États-Unis il présente un bilan de 2 victoires pour trois défaites. L'année suivante, il figure de nouveau parmi les choix du capitaine Paul Azinger lors de la détermination de l'équipe américaine de Ryder Cup.
Lors de cette Ryder Cup 2008, il fait équipe lors de la première journée avec Justin Leonard. Dans la première partie, disputée sous forme de foursomes, la paire américaine l'emporte trois et deux sur Paul Casey, Henrik Stenson. Lors des fourballs, la paire américaine l'emporte quatre et trois face à la paire espagnole García, Jiménez. La paire américaine est de nouveau recomposée pour une nouvelle rencontre de foursomes face à McDowell, Jiménez, rencontre terminée par une égalité. Lors des quatre balles de l'après-midi, Mahan est associé à Phil Mickelson. La rencontre, disputée face à la paire Karlsson, Stenson, se termine par une nouvelle égalité. Lors de son match de simple, il termine avec une nouvelle égalité face à Paul Casey. Pour sa première participation à une Ryder Cup, il termine invaincu et apporte trois points et demi à son équipe.
L'année suivante, il retrouve une nouvelle fois l'équipe américaine pour disputer sa deuxième Presidents Cup. L'équipe américaine, dont le capitaine est Fred Couples, remporte la victoire 19½ à 14½. Durant cette compétition, Mahan dispute trois parties de double avec trois joueurs différents : défaite avec Sean O'Hair, victoire avec Zach Johnson et partie partagée avec Stewart Cink. En simple, il s'impose face à Camilo Villegas.
Deuxième de la USA Ryder Cup Points List, il obtient une deuxième participation pour la Ryder Cup. Lors de cette édition de 2010, il poursuit son invincibilité en triomphant avec Zach Johnson de la paire italienne composée des frères Edoardo et Francesco Molinari sur le score de 2 up. Toutefois, Mahan subit sa première défaite en Ryder Cup lors de la partie de Foursomes de la troisième session. Associé de nouveau à Zach Johnson, il s'incline trois et un face à la paire nord-irlandaise  Rory McIlroy, Graeme McDowell. Lors de la session des simples, il est opposé à Graeme McDowell. Cette partie devient la partie décisive après l'égalisation des Américains à 13 ½ partout. Graeme McDowell remporte ce match sur le score de trois et un et offre la Ryder Cup aux Européens grâce notamment a un birdie au 16 et une approche complètement ratée de Hunter au 17..